# 阿龙·尼姆佐维奇
阿龙·尼姆佐维奇（1886年11月7日—1935年3月16日），出生于俄罗斯的波兰顶级国际象棋大师，也是一位极具影响力的国际象棋作家、国际象棋超现代主义学派最重要的代表人物。他的作品影响了萨维利·塔塔科维、米兰·维德马尔、里查德·雷蒂、阿基巴·鲁宾斯坦、本特·拉尔森、提格兰·彼得罗相等，其在国际象棋界的影响力至今尤存。